# Skała-Inter Tychy
Skała-Inter Tychy – polski klub futsalowy z Tychów. Od sezonu 1998/1999 do 2003/2004 występował w I lidze. Najlepszy wynik tej drużyny w ekstraklasie to piąte miejsce z sezonu 2000/2001.